# Governació d'Al-Gharbiya
La governació d'Al-Gharbiya (àrab: محافظة الغربية, muẖāfaẓat al-Ḡarbiyya) és una governació o muhàfadha d'Egipte, al nord del país, a la zona del Delta del Nil. La seva capital és Tantā, 90 km al nord del Caire i 120 km al sud d'Alexandria. La ciutat principal és Al-Mahalla Al-Kubra que fou la capital de la província fins al 1836. Té una superfície de 1.942 km i una població de 4.010.298 habitants (cens del 2006, el 1960 la població era d'1.815.000 habitants).
La província existeix des dels inicis de l'època islàmica però amb diferent superfície. Al segle xiii tenia 165 pobles. Modernament la seva activitat principal és el cultiu del cotó.